# Channel One Cup 2008
Channel One Cup 2008 byl turnaj ze série Euro Hockey Tour. Turnaj se hrál od 18. do 21. prosince 2008 v Moskvě. Utkání Česko - Švédsko se hrálo v Malmö. Zúčastnila se čtyři reprezentační mužstva, která se utkala jednokolovým systémem každý s každým.

## Výsledky a tabulka
|    |         | RUS   | FIN    | CZE   | SWE     | V | VP | PP | P | Skóre | B |
| 1. | Rusko   | Rusko | 4:1    | 5:2   | 6:2     | 3 | 0  | 0  | 0 | 15:5  | 9 |
| 2. | Finsko  | 1:4   | Finsko | 5:2   | 2:1 SN  | 1 | 1  | 0  | 1 | 8:7   | 5 |
| 3. | Česko   | 2:5   | 2:5    | Česko | 6:2     | 1 | 0  | 0  | 2 | 10:12 | 3 |
| 4. | Švédsko | 2:6   | 1:2 SN | 2:6   | Švédsko | 0 | 0  | 1  | 2 | 5:14  | 1 |

 Finsko -  Rusko 1:4 (1:0, 0:1, 0:3) Zpráva
18. prosince 2008 – Moskva
- Branky  Finsko: 16. Voutilainen
- Branky  Rusko: 22. Proškin, 47. Zaripov, 58. Ščastlivyj, 60. Zaripov
- Rozhodčí: Persson, Rönnmark (SWE) - Birin, Medvěděv (RUS)
- Vyloučení: 8:5 (1:1)
- Diváků: 12 000

Rusko: Jerjomenko - Višněvskij, Kuljaš, Varlamov, Aťjušov, Tverdovskij, Kornějev, Proškin, I. Nikulin - Morozov, Těreščenko, Zaripov - Mozjakin, Zinovjev, Sušinskij - Ščastlivyj, Jašin, Michnov - Saprykin, Gorovikov, Radulov. Trenér: Vjačeslav Bykov.
Finsko: Lassila - Mäenpää, Aalto, Seikola, Niskala, Mäntylä, Vallin, Saravo, Jaakola - Koivisto, Sahlstedt, Kuusela - Kuhta, Lehterä, Voutilainen - Rita, Pakaslahti, Laine - Komarov, Makkonen, Anttila. Trenér: Jukka Jalonen.

 Česko –  Švédsko 	6:2 (1:0, 4:0, 1:2) Zpráva
18. prosince 2008 – Malmö
- Branky  Česko: 2. Tomáš Rolinek, 31. Zbyněk Irgl, 38. Zdeněk Kutlák, 39. Zbyněk Irgl, 39. Josef Vašíček, 50. Zbyněk Irgl
- Branky  Švédsko: 44. Weinhandl, 44. Hakansson
- Rozhodčí: Laaksonen, Levonen (FIN) – Jönsson, Pihlblad (SWE)
- Vyloučení: 8:6 (2:2)
- Diváků: 11 202

Česko: Miroslav Kopřiva – Karel Pilař, Petr Čáslava, Angel Krstev, Vladimír Sičák, Zdeněk Kutlák, Miroslav Blaťák, Lukáš Zíb, Pavel Skrbek – František Lukeš, Jaroslav Hlinka, 	Leoš Čermák – Zbyněk Irgl, Jan Marek, Tomáš Rolinek – Miloslav Hořava, Josef Vašíček, Petr Vampola – Jan Bulis (21.David Květoň), Roman Červenka, 	Jakub Klepiš. Trenéři: Vladimír Růžička, Josef Jandač, Ondřej Weissmann.
Švédsko: Modig (41. Backlund) – Johansson, Fernholm, Petrasek, Fransson, Viklund, Hedman – Weinhandl, Martensson, Hakansson – Hannula, Davidsson, Ölvestad – Pettersson, Andersson, Hynning – Harju, Eriksson, Omark. Trenér: Bengt-Ake Gustafsson.

 Česko –  Rusko	2:5 (0:2, 2:1, 0:2) Zpráva
20. prosince 2008 – Moskva
- Branky  Česko: 28 TS. Jakub Klepiš, 30. Jan Marek
- Branky  Rusko: 6. Sušinskij, 17. Zaripov, 34. Radulov, 58. Saprykin, 60. Kuljaš
- Rozhodčí: Persson, Rönnmark (SWE) – Birin, Medvěděv (RUS)
- Vyloučení: 17:13 (1:1, 1:0) navíc Kornějev na 5 min. + do konce utkání.
- Diváků: 12 500

Česko: Miroslav Kopřiva – Karel Pilař, Petr Čáslava, Angel Krstev, Vladimír Sičák, Zdeněk Kutlák, Miroslav Blaťák, Lukáš Zíb, Pavel Skrbek – David Květoň, Leoš Čermák, Jaroslav Hlinka – Zbyněk Irgl, Jan Marek, Tomáš Rolinek – Jan Starý, Josef Vašíček, Petr Vampola – Jakub Klepiš, Roman Červenka, František Lukeš. Trenéři: Vladimír Růžička, Josef Jandač, Ondřej Weissmann.
Rusko: Barulin – Proškin, I. Nikulin, Tverdovskij, Kornějev, Kuljaš, Višněvskij, Aťjušov, Varlamov – Morozov, Těreščenko, Zaripov – Radulov, Gorovikov, Saprykin – Michnov, Ščastlivyj, Jašin – Sušinskij, Zinovjev, Mozjakin. Trenér: Vjačeslav Bykov.

 Švédsko -  Finsko 1:2  SN  (1:1, 0:0, 0:0 - 0:0) Zpráva
20. prosince 2008 – Moskva
- Branky  Švédsko: 13. Hannula
- Branky  Finsko: 15. Sahlstedt, rsn. Kuhta.
- Rozhodčí: Bulanov, Kulakov - Šeljanin, Sivov (RUS)
- Vyloučení: 8:7 (1:1)
- Diváci: 2 200

Švédsko: Backlund - Johansson, Fernholm, Akerman, Berglund, Hedman, Viklund, Fransson, Petrasek - Weinhandl, Martensson, Hakansson - Hannula, Davidsson, Ölvestad - Pettersson, Andersson, Hynning - Harju, Eriksson, Omark. Trenér: Bengt-Ake Gustafsson.
Finsko: Tarkki - Aalto, Mäenpää, Mäntylä, Niskala, Seikola, Vallin, Jaakola, Saravo - Kuusela, Sahlstedt, Koivisto - Voutilainen, Makkonen, Laine - Rita, Pakaslahti, Kuhta - Anttila, Komarov, Koskenkorva. Trenér: Jukka Jalonen.

 Rusko -  Švédsko 6:2 (1:0, 2:0, 3:2) Zpráva
21. prosince 2008 – Moskva
- Branky  Rusko: 18. Michnov, 31. Těreščenko, 40. Aťjušov, 41. Zaripov, 42. Mozjakin, 53. Kuljaš
- Branky  Švédsko: 50. Eriksson, 55. Eriksson
- Rozhodčí: Minář, Šindler (CZE) - Birin, Medvěděv (RUS)
- Vyloučení: 7:10 (3:1, 2:0)
- Diváci: 14 000

Rusko: Jerjomenko - I. Nikulin, Proškin, Tverdovskij, Kornějev, Aťjušov, Varlamov, Kuljaš, Višněvskij - Morozov, Těreščenko, Zaripov - Radulov, Gorovikov, Saprykin - Mozjakin, Zinovjev, Sušinskij - Michnov, Ščastlivyj, Jašin. Trenér: Vjačeslav Bykov.
Švédsko: Backlund - Johansson, Fernholm, Akerman, Fransson, Viklund, Hedman - Weinhandl, Martensson, Hakansson - Hannula, Eriksson, Hynning - Ölvestad, Andersson, Pettersson - Omark, Harju, Petrasek. Trenér: Bengt-Ake Gustafsson.

 Česko –  Finsko 	2:5 (0:1, 2:2, 0:2) Zpráva
21. prosince 2008 – Moskva
- Branky  Česko: 26. Jaroslav Hlinka, 34. Tomáš Rolinek
- Branky  Finsko: 9. Niskala, 22. Niskala, 39. Seikola, 47. Sahlstedt, 55. Voutilainen
- Rozhodčí: Bulanov, Kulakov – Šeljanin, Sivov (RUS)
- Vyloučení: 10:11 (2:3) navíc Leoš Čermák na 10 min.
- Diváků: 3 000

Česko: Alexander Salák – Karel Pilař, Petr Čáslava, Vladimír Sičák, Angel Krstev, Zdeněk Kutlák, Miroslav Blaťák, Lukáš Zíb – Leoš Čermák, Jaroslav Hlinka, Jakub Klepiš – 	Zbyněk  Irgl, Jan Marek, Tomáš Rolinek – Petr Vampola, Josef Vašíček, Miloslav Hořava – František Lukeš, Roman Červenka, Jan Starý – od 21. navíc David Květoň. Trenéři: Vladimír Růžička, Josef Jandač, Ondřej Weissmann.
Finsko: Lassila – Aalto, Mäenpää, Jaakola, Saravo, Mäntylä, Niskala, Seikola, Vallin – Kuusela, Sahlstedt, Koivisto – Anttila, Komarov, Koskenkorva – Kuhta, Lehterä, Voutilainen – Rita, Pakaslahti, Laine. Trenér: Jukka Jalonen.

## Statistiky

### Nejlepší hráči
| Pozice              | Hráč            |
| ------------------- | --------------- |
| Brankář             | Teemu Lassila   |
| Obránce             | Petr Čáslava    |
| Útočník             | Maxim Sušinskij |
| Nejužitečnější hráč | Danis Zaripov   |

### All Stars
| Pozice  | Hráč                |
| ------- | ------------------- |
| Brankář | Alexandr Jerjomenko |
| Obránce | Denis Kuljaš        |
| Obránce | Vitalij Proškin     |
| Útočník | Danis Zaripov       |
| Útočník | Jan Marek           |
| Útočník | Zbyněk Irgl         |

### Kanadské bodování
| Poř. | Kanadské bodování | Branky | Přihrávky | Body |
| ---- | ----------------- | ------ | --------- | ---- |
| 1.   | Danis Zaripov     | 4      | 1         | 5    |
| 2.   | Tomáš Rolinek     | 2      | 2         | 4    |
| 2.   | Jukka Voutilainen | 2      | 2         | 4    |
| 4.   | Sergej Mozjakin   | 1      | 3         | 4    |
| 4.   | Markus Seikola    | 1      | 3         | 4    |